# Západní Sumatra
Západní Sumatra (indonésky Sumatera Barat, zkráceně Sumbar) je jedna z provincií Indonésie. Na ploše 42 899 km² (lze najít i jiné údaje) zde žije asi 4,5 milionu lidí.
Hlavním a největším městem je Padang ležící na pobřeží Indického oceánu. Součástí provincie jsou i Mentavajské ostrovy. Větší část území je hornatá. Mezi místní vrcholy patří i Marapi, nejaktivnější sopka na Sumatře, a vulkán Kerinci, nejvyšší vrchol Sumatry a nejvyšší sopka celé Indonésie. Dvě největší jezera v provincii jsou Singkarak a Maninjau.
Sousedními provinciemi jsou Severní Sumatra na severu, Riau na východě, Jambi na jihovýchodě a Bengkulu na jihu.

## Dějiny
Dějiny Západní Sumatry jsou úzce spjaté s minangkabauským etnikem. Ti se před staletími plavili přes Malacký průliv a Jihočínské moře na Sumatru. Mnoho z nich založilo vesnice kolem oblasti Limapuluh Koto.
Více informací přichází až s vládou Adityawarmana. Ten sice není považován za minangkabauského krále, ale stal se nejvýznamnější osobností v historii Minangkabauů. Zavedl vládní systém a rozšířil buddhismus. To silně ovlivnilo Minangkabauy.
Po smrti Adityawarmana se Minangkabauové více setkávali s vnějším světem, a to především se sousedním Acehem, pod jehož nadvládou se nakonec ocitli. Objevil se islám a rozšířil se po celé Západní Sumatře.

## Geografie
Provincie Západní Sumatra leží ve středu západního pobřeží Sumatry. Nedaleko pobřeží leží Mentavajské ostrovy. Velká část území je hornatá. Nejvyššími vrcholy jsou vulkán Kerinci, nejvyšší hora Sumatry a Marapi, nejaktivnější sopka na Sumatře.

## Demografie
Obyvatele Západní Sumatry tvoří především dvě etnické skupiny, a to Minangkabauové a Mentavajci. Minangkabauové jsou po celé Indonésii známí jako obchodníci. Mentavajci jsou v dnešní době už především křesťané. Žijí na ostrovech poblíž pobřeží Sumatry. Jejich jazyk je nesrozumitelný s ostatními indonéskými.

### Náboženství
Minangkabauové, kteří tvoří většinu obyvatel jsou muslimové. Mentavajci byli dříve pohany, avšak přítomnost evropských kolonistů a misionářů je převrátila na křesťanskou víru. Hinduismus a buddhismus se tu objevuje v malé míře.

## Administrativní dělení
Provincie v Indonésii se dále dělí na kabupaten (kraje, regentství) a kota (města).

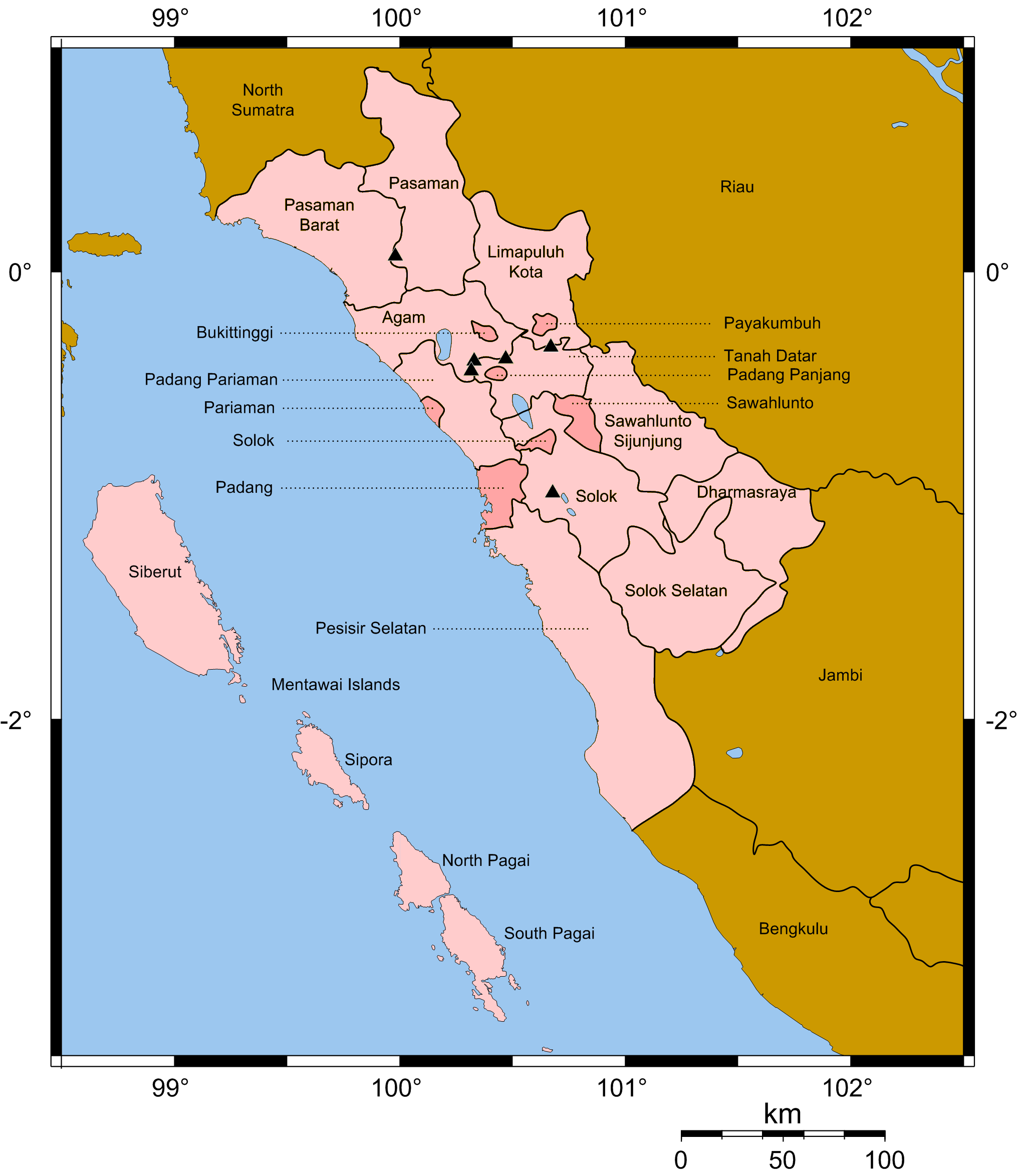
mapa Západní Sumatry

Města Západní Sumatry:
- Bukittinggi
- Padang
- Padang Panjang
- Pariaman
- Payakumbuh
- Sawahlunto
- Solok

Regentství Západní Sumatry:
- Agamské regentství
- Dharmasrayaské regentství
- Mentavajské ostrovy
- Limapuluh Koto
- Padang Pariaman
- Pasaman
- Západní Pasaman
- Jižní Pesisir
- Sijunjung
- Solok
- Jižní Solok
- Tanah Datar